# Тодзава
Тодзава (яп. 戸沢村 Тодзава-мура) — село в Японии, находящееся в уезде Могами префектуры Ямагата. Площадь села составляет 261,25 км², население — 4868 человек (1 августа 2014), плотность населения — 18,63 чел./км².

## Географическое положение
Село расположено на острове Хонсю в префектуре Ямагата региона Тохоку. С ним граничат города Синдзё, Саката, посёлок Сёнай и сёла Сакегава, Окура.

## Население
Население села составляет 4868 человек (1 августа 2014), а плотность — 18,63 чел./км². Изменение численности населения с 1980 по 2005 годы:
| 1980 | 7601 чел. |  |
| 1985 | 7421 чел. |  |
| 1990 | 7248 чел. |  |
| 1995 | 6959 чел. |  |
| 2000 | 6450 чел. |  |
| 2005 | 5915 чел. |  |

## Символика
Деревом села считается криптомерия, цветком — Lilium rubellum.